# Seneca (Oregon)
Seneca az Amerikai Egyesült Államok északnyugati részén, Oregon állam Grant megyéjében, a Kék-hegységben, a 395-ös út mentén, 37 km-re délre Canyon Citytől, a Malheur Nemzeti Erdő határán helyezkedik el. A 2010. évi népszámláláskor 199 lakosa volt. A város területe 2,07 km², melynek 100%-a szárazföld.

## Történet
Seneca postahivatalát 1895-ben alapították; Minnie Southworth postamester sógoráról, Seneca Smith bíróról nevezte el.
Ugyan az első telepesek már az 1800-as évek elején elkezdtek letelepedni, igazán 1929-ben indult növekedésnek, amikor az Edward Hines Lumber Company tulajdonában lévő, ma már nem üzemelő vasútvonal, az Oregon and Northwestern Railroad északi végállomása lett. Ekkor kezdődött meg a környező erdős részeken az amerikai sárgafenyő nagyüzemi kitermelése, melyet aztán a Harney megyei Haines fűrésztelepére szállítottak. A tulajdonos egy gyalulóüzemet és boltokat épített, ezzel Seneca cégváros lett.
Az 1970-es években a faipar hanyatlásnak indult, 1984-ben pedig a feldolgozó üzemeket és a vasutat is leállították. Seneca 1970-ben kapott városi rangot; ekkorra a korábbi tulajdonos cég egyre inkább leépített.

## Éghajlat
A város éghajlata félszáraz, boreális hatásokkal (a Köppen-skálán Dsc-vel jelölve). A nyári nappalok melegek, viszont az éjszakák egész évben hűvösek, vagy hidegek. Az éghajlathoz képest az átlagos maximumok enyhék; a település a félszáraz éghajlati zóna határán van.
A megyében itt van a leghűvösebb: 1933 februárjában itt mérték Oregonban a legalacsonyabb hőmérsékletet, -48 °C-ot.
| Hónap                                      | Jan.  | Feb.  | Már.  | Ápr.  | Máj.  | Jún. | Júl. | Aug.  | Szep. | Okt.  | Nov.  | Dec.  | Év    |
| ------------------------------------------ | ----- | ----- | ----- | ----- | ----- | ---- | ---- | ----- | ----- | ----- | ----- | ----- | ----- |
| Rekord max. hőmérséklet (°C)               | 12,8  | 17,8  | 21,1  | 27,2  | 31,1  | 35,0 | 40,0 | 37,8  | 35,6  | 32,2  | 20,6  | 17,2  | 40,0  |
| Átlagos max. hőmérséklet (°C)              | 1,7   | 3,9   | 7,8   | 11,7  | 16,1  | 21,1 | 27,2 | 27,2  | 22,2  | 15,0  | 6,1   | 1,7   | 13,5  |
| Átlaghőmérséklet (°C)                      | −4,7  | −3,4  | 0,9   | 4,2   | 8,4   | 11,2 | 15,6 | 14,7  | 10,0  | 4,7   | −1,1  | −5,0  | 4,7   |
| Átlagos min. hőmérséklet (°C)              | −11,1 | −10,6 | −6,1  | −3,3  | 0,6   | 2,8  | 3,9  | 2,2   | −2,2  | −5,6  | −7,2  | −11,7 | −4,0  |
| Rekord min. hőmérséklet (°C)               | −41,7 | −48,0 | −31,7 | −16,7 | −11,7 | −8,3 | −7,2 | −11,0 | −15,0 | −23,9 | −35,0 | −44,4 | −48,0 |
| Átl. csapadékmennyiség (mm)                | 34    | 28    | 24    | 30    | 41    | 35   | 15   | 15    | 15    | 26    | 37    | 45    | 345   |
| Forrás: The Weather Channel és Weatherbase |       |       |       |       |       |      |      |       |       |       |       |       |       |

## Népesség

### 2010
A 2010-es népszámláláskor a városnak 199 lakója, 95 háztartása és 60 családja volt. A népsűrűség 96,1 fő/km2. A lakóegységek száma 128, sűrűségük 61,8 db/km2. A lakosok 99%-a fehér, 0,5%-a afroamerikai,     0,5%-a pedig kettő vagy több etnikumú. A spanyol vagy latino származásúak aránya 1% (1% mexikói,   )
A háztartások 20%-ában élt 18 évnél fiatalabb. 51,6% házas, 11,6% egyedülálló nő,  36,8% pedig nem család. 31,6% egyedül élt; 15,8%-uk 65 éves vagy idősebb. Egy háztartásban átlagosan 2,09 személy élt; a családok átlagmérete 2,53 fő.
A medián életkor 52,5 év volt. A város lakóinak 16,1%-a 18 évesnél fiatalabb, 7,9% 18 és 24 év közötti, 15%-uk 25 és 44 év közötti, 35,6%-uk 45 és 64 év közötti, 25,1%-uk pedig 65 éves vagy idősebb. A lakosok 52,3%-a férfi, 47,7%-a pedig nő.

### 2000
A 2000-es népszámláláskor  a városnak 223 lakója, 95 háztartása és 64 családja volt. A népsűrűség 107,7 fő/km2. A lakóegységek száma 115, sűrűségük 55,6 db/km2. A lakosok 99,1%-a fehér,   0,45%-a ázsiai,   0,45%-a pedig kettő vagy több etnikumú. A spanyol vagy latino származásúak aránya 0,9% (0,9% mexikói,   )
A háztartások 29,5%-ában élt 18 évnél fiatalabb. 58,9% házas, 6,3% egyedülálló nő; 32,6% pedig nem család. 29,5% egyedül élt; 10,5%-uk 65 éves vagy idősebb. Egy háztartásban átlagosan 2,35 személy élt; a családok átlagmérete 2,89 fő.
A város lakóinak 26%-a 18 évesnél fiatalabb, 4,9% 18 és 24 év közötti, 25,1%-uk 25 és 44 év közötti, 31,4%-uk 45 és 64 év közötti, 12,6%-uk pedig 65 éves vagy idősebb. A medián életkor 41 év volt. Minden 100 nőre 110,4 férfi jut; a 18 évnél idősebb nőknél ez az arány 96,4.
A háztartások medián bevétele 27 333 amerikai dollár, ez az érték családoknál $26 806. A férfiak medián keresete $30 000, míg a nőké $23 750. A város egy főre jutó bevétele (PCI) $12 636. A családok 24%-a, a teljes népesség 19,8%-a élt létminimum alatt; a 18 év alattiaknál ez a szám 22,5%, a 65 évnél idősebbeknél pedig %.

## Oktatás
A város iskolájába (Seneca School) óvodáskortól hatodik osztályig járhatnak a gyerekek. Az épületet az 1930-as években emelték a Hines Lumber Company dolgozói számára. 2011-ben 58 diákja volt. Az intézmény a Grant (korábban John Day) Iskolakerület alá tartozik. A további oktatást a John Day-i Grant Union High School biztosítja.

## Fordítás
Ez a szócikk részben vagy egészben  a   Seneca, Oregon című angol Wikipédia-szócikk ezen változatának fordításán alapul.  Az eredeti cikk szerkesztőit annak laptörténete sorolja fel. Ez a jelzés csupán a megfogalmazás eredetét és a szerzői jogokat jelzi, nem szolgál a cikkben szereplő információk forrásmegjelöléseként.